# MeBo
 (août 2023).
La mise en forme du texte ne suit pas les recommandations de Wikipédia : il faut le « wikifier ».
Les points d'amélioration suivants sont les cas les plus fréquents. Le détail des points à revoir est peut-être précisé sur la page de discussion.
- Les titres sont pré-formatés par le logiciel. Ils ne sont ni en capitales, ni en gras.
- Le texte ne doit pas être écrit en capitales (les noms de famille non plus), ni en gras, ni en italique, ni en « petit »…
- Le gras n'est utilisé que pour surligner le titre de l'article dans l'introduction, une seule fois.
- L'italique est rarement utilisé : mots en langue étrangère, titres d'œuvres, noms de bateaux, etc.
- Les citations ne sont pas en italique mais en corps de texte normal. Elles sont entourées par des guillemets français : « et ».
- Les listes à puces sont à éviter, des paragraphes rédigés étant largement préférés. Les tableaux sont à réserver à la présentation de données structurées (résultats, etc.).
- Les appels de note de bas de page (petits chiffres en exposant, introduits par l'outil «  Source ») sont à placer entre la fin de phrase et le point final[comme ça].
- Les liens internes (vers d'autres articles de Wikipédia) sont à choisir avec parcimonie. Créez des liens vers des articles approfondissant le sujet. Les termes génériques sans rapport avec le sujet sont à éviter, ainsi que les répétitions de liens vers un même terme.
- Les liens externes sont à placer uniquement dans une section « Liens externes », à la fin de l'article. Ces liens sont à choisir avec parcimonie suivant les règles définies. Si un lien sert de source à l'article, son insertion dans le texte est à faire par les notes de bas de page.
- La présentation des références doit suivre les conventions bibliographiques. Il est recommandé d'utiliser les modèles {{Ouvrage}}, {{Chapitre}}, {{Article}}, {{Lien web}} et/ou {{Bibliographie}}. Le mode d'édition visuel peut mettre en forme automatiquement les références.
- Insérer une infobox (cadre d'informations à droite) n'est pas obligatoire pour parachever la mise en page.

Pour une aide détaillée, merci de consulter Aide:Wikification.
Si vous pensez que ces points ont été résolus, vous pouvez retirer ce bandeau et améliorer la mise en forme d'un autre article.
La MeBo (Mebo ou MEBO), pour Merano-Bolzano, est une artère routière principale du Haut-Adige, qui relie les villes de Bolzano et Merano. Le parcours, d'une longueur de 37,1 km fait partie de la SS38 et présente les caractéristiques d'une autoroute gratuite, appelée superstrada en Italie.

## Caractéristiques

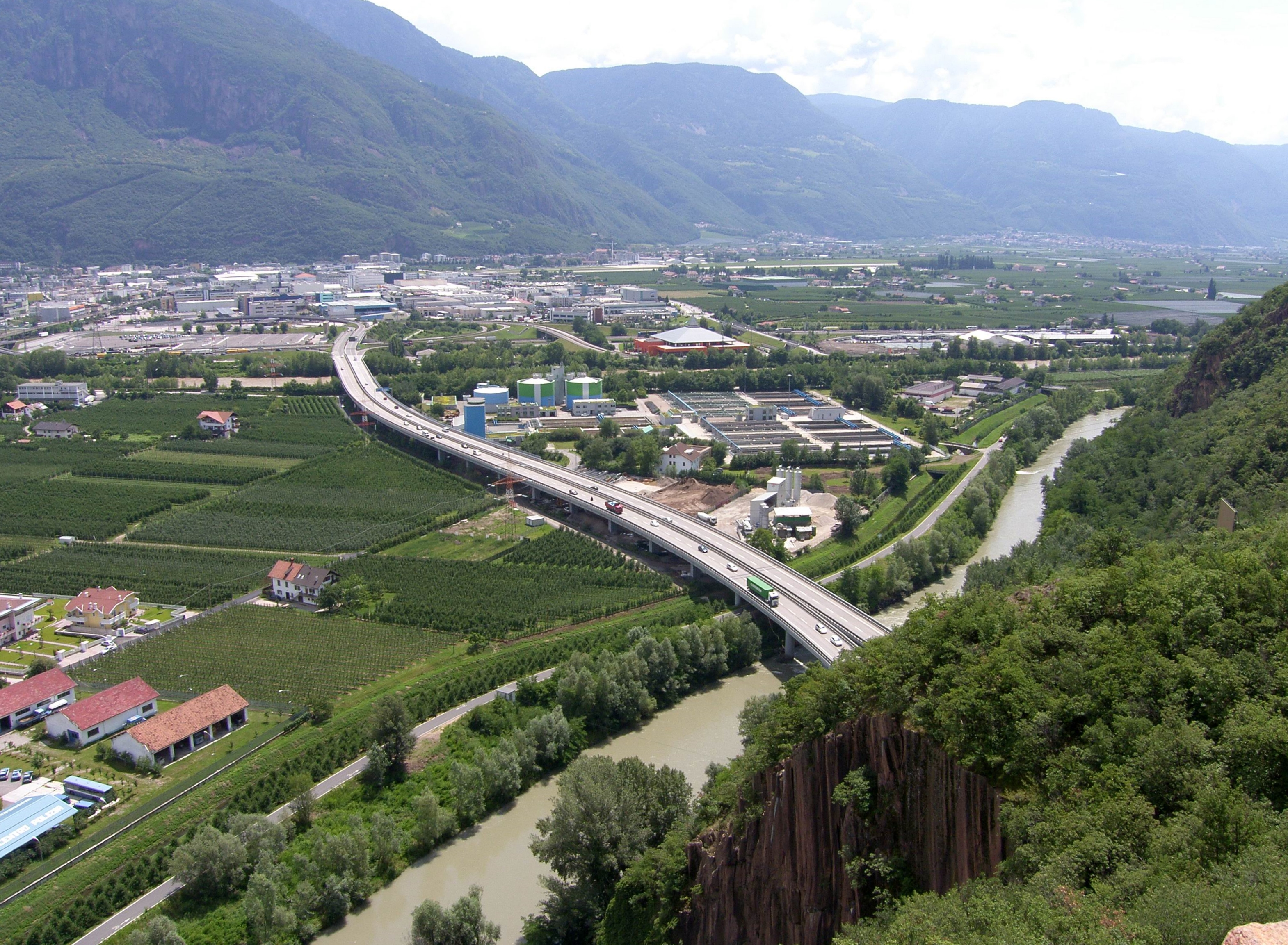
Vue de la MeBo à la sortie de Bolzano

La « super-route » MeBo a été ouverte à la circulation le 2 août 1997 pour remplacer l'ancienne route nationale qui conduisait à Merano en traversant tous les bourgs situé sur la rive gauche de l'Adige.
La MeBo commence à « Foresta » (Forst), hameau de Lagundo, sert de rocade de contournement de la ville de Merano et longe la vallée de l'Adige jusqu'à Bolzano, en restant sur la rive droite du fleuve et débouche directement sur un échangeur de l'autoroute du Brenner A22.
C'est la deuxième route la plus importante du Tyrol du Sud, après l'autoroute du Brenner et empruntée quotidiennement par 36 000 véhicules
Le 15 octobre 2013, une nouvelle sortie permettant d'accéder directement au centre de Merano (Gare de Merano) a été ouverte à la circulation, en passant par un tunnel qui se termine par un rond-point souterrain Via 4 Novembre.

## Traçé
| Superstrada MeBo |                                                                |
|                  | Foresta / Forst "superstrada"                                  |
|                  | Lagundo - Merano Nord / Algund - Merano Nord                   |
|                  | Area Servizio Lagundo Sud / Tankstelle Algund Süd              |
|                  | Merano Centro / Meran Zentrum                                  |
|                  | Marlengo / Marling                                             |
|                  | Merano Sud / Meran Süd                                         |
|                  | Lana - Postal - Passo delle Palade / Gampelpass                |
|                  | Gargazzone / Gargazon                                          |
|                  | Area Servizio Vilpiano Ovest / Raststätte Vilpian West         |
|                  | Area Servizio Vilpiano Est / Raststätte Vilpian Ost            |
|                  | Nalles - Vilpiano / Nals - Vilpian                             |
|                  | Terlano - Andriano / Terlan - Andrian                          |
|                  | Area Servizio Meborast Süd / Raststätte Meborast Süd           |
|                  | Appiano / Eppan                                                |
|                  | Area Servizio Appiano Nord / Raststätte Eppan Nord             |
|                  | Galleria Castel Firmiano / Tunnel Schloss Sigmundskron (940 m) |
|                  | Bolzano Fiera / Bozen Messe SS.12 Brennero - Pisa              |
|                  | A22 Brennero - Modena                                          |
|                  | Bolzano / Bozen Via Siemens / Siemensstraße                    |